# Philoblenna littorina
Philoblenna littorina is een eenoogkreeftjessoort uit de familie van de Philoblennidae. De wetenschappelijke naam van de soort is voor het eerst geldig gepubliceerd in 1986 door Avdeev, Tzimbaljuk & Lukomskaya.